# أمانة الطاقة (المكسيك)
أمانة الطاقة المكسيكية (بالإسبانية: Secretaría de Energia) هي الإدارة الحكومية المسؤولة عن إنتاج وتنظيم الطاقة في المكسيك، والسكرتير المسؤل عن الأمانة هو عضو في مجلس الوزراء التنفيذي.
السكرتارية الحالية للطاقة تحت قيادة أندريس مانويل لوبيس أوبرادور من حزب مورينا، ونائبته هي روسيو ناهلي غارسيا.

## التاريخ
في 7 ديسمبر 1946 تم إنشاء سكرتارية الأصول الوطنية والتفتيش الإداري، حيث عمل ألفونسو كاسو أندرادي كسكرتير. في عام 1958 تم تغيير الاسم إلى أمانة الأصول الوطنية. في أواخر السبعينيات والثمانينيات من القرن الماضي غيرت الأسماء مرتين أخريين، حيث عُرفت باسم أمانة الأصول والتنمية الصناعية أثناء رئاسة خوسيه لوبيز بورتيو، ثم غيرت إلى أمانة الطاقة والتعدين والصناعات شبه العامة، حتى الحصول على اسمها الحالي في عام 1994.
عمل ثلاثة أفراد كوزراء للطاقة في عهد الرئيس فيليبي كالديرون، وهم: جورجينا ياميليت كيسيل مارتينيز (ديسمبر 2006 - يناير 2011)، خوسيه أنطونيو ميد (يناير - سبتمبر 2011)، وجوردي هيريرا فلوريس (سبتمبر 2011- نوفمبر 2012).